# 第82回ゴールデングローブ賞
第82回ゴールデングローブ賞（The 82nd Golden Globe Awards）は、2024年の優れた映画およびアメリカのテレビ作品さを称える授賞式である。受賞結果は2025年1月5日にCBSにて生中継で発表された。授賞式はコメディアンのニッキー・グレイサーが司会を務め、ゴールデングローブ賞史上初の単独女性司会者となった。
ノミネーションは2024年12月9日、ビバリーヒルトンでの記者会見で、ゴールデングローブ会長ヘレン・ホーヘの紹介に続き、俳優のモリス・チェスナットとミンディ・カリングによって生発表された。『エミリア・ペレス』は10のノミネーションを獲得したが、ゴールデングローブ賞史上最も多くノミネートされたコメディ/ミュージカル映画となったが、ドラマ部門で1976年にロバート・アルトマンのカントリーミュージック映画『ナッシュビル』が達成した11ノミネートの記録にわずか1つ及ばなかった。『ブルータリスト』は映画部門で2番目に多い7ノミネーションを獲得し、『教皇選挙』が6ノミネーションで続いた。また、テレビ部門では『一流シェフのファミリーレストラン』が最多5部門にノミネートされた。4ノミネーションを獲得した。 

## 授賞式
2024年8月28日、コメディアンのニッキー・グレイザーが第82回ゴールデングローブ賞の司会者に発表された。グレイサーはゴールデングローブ賞を単独で司会する初の女性となった。グレイサー自身もHBOのコメディスペシャル『ニッキー・グレイサー：サムデイ・ユール・ダイ』でテレビのスタンドアップコメディパフォーマンス賞にノミネートされたが、アリ・ウォンに敗れた。
授賞式は2025年1月5日、太平洋標準時午後5時（東部標準時午後8時）に開催された。CBSで生中継され、Paramount+でもストリーミング配信された。前年から引き続き、ホワイト・チェリー・エンターテインメントのグレン・ワイスとリッキー・カーシュナーがディック・クラーク・プロダクションズと共に式典のエグゼクティブプロデューサーを務めた。
2024年12月3日、昨年は授与されなかった2つの生涯功労賞が今年復活することが発表された。ただし、これらの賞はテレビ放送されない1月3日のガラディナーで授与され、アカデミー賞のガバナーズ賞と同様の形式となった。セシル・B・デミル賞はヴィオラ・デイヴィスに、キャロル・バーネット賞はテッド・ダンソンに授与された。

## 受賞とノミネート

映画部門主演男優賞（ドラマ部門）を受賞したエイドリアン・ブロディ

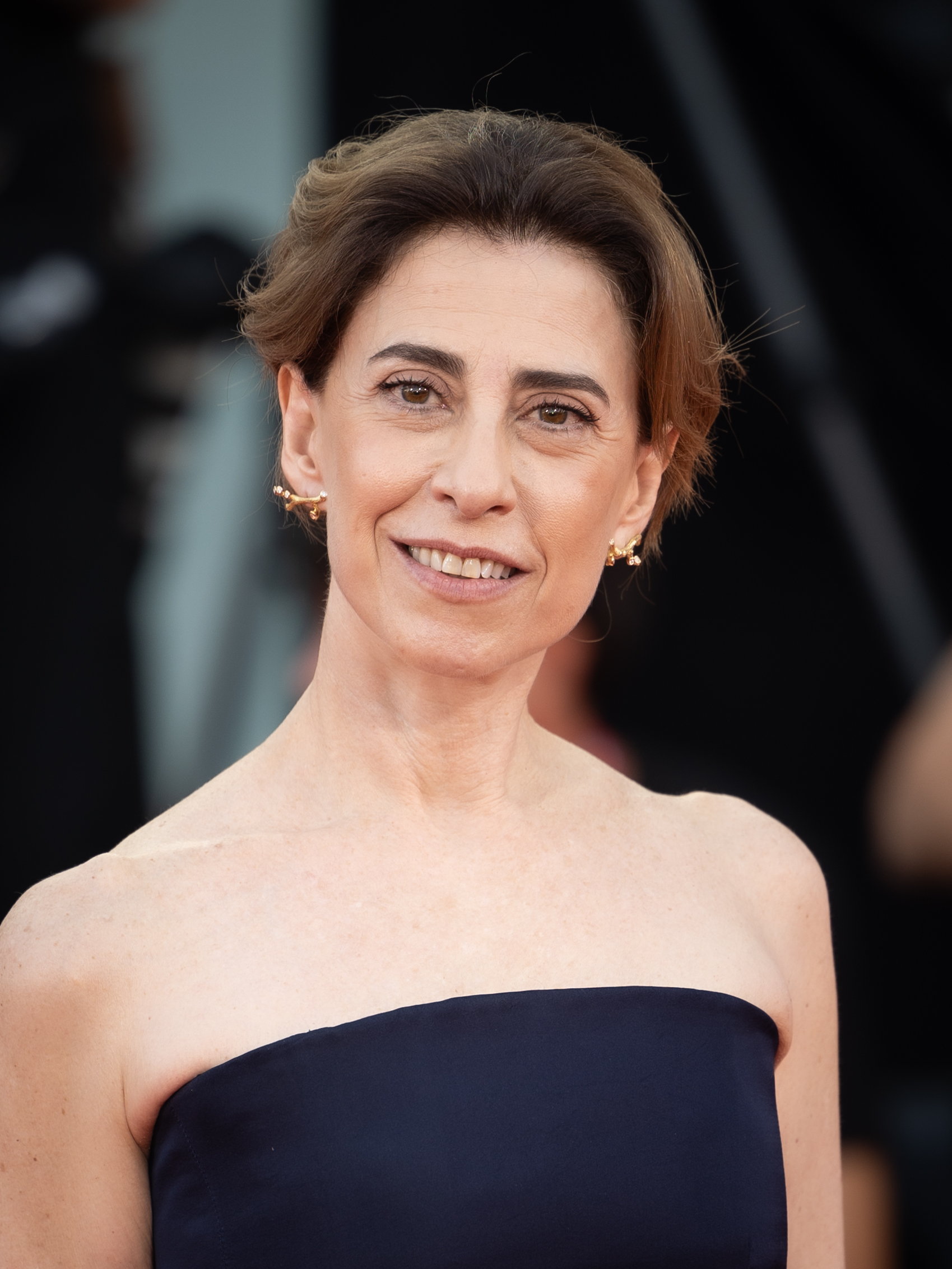
映画部門主演女優賞（ドラマ部門）を受賞したフェルナンダ・トーレス

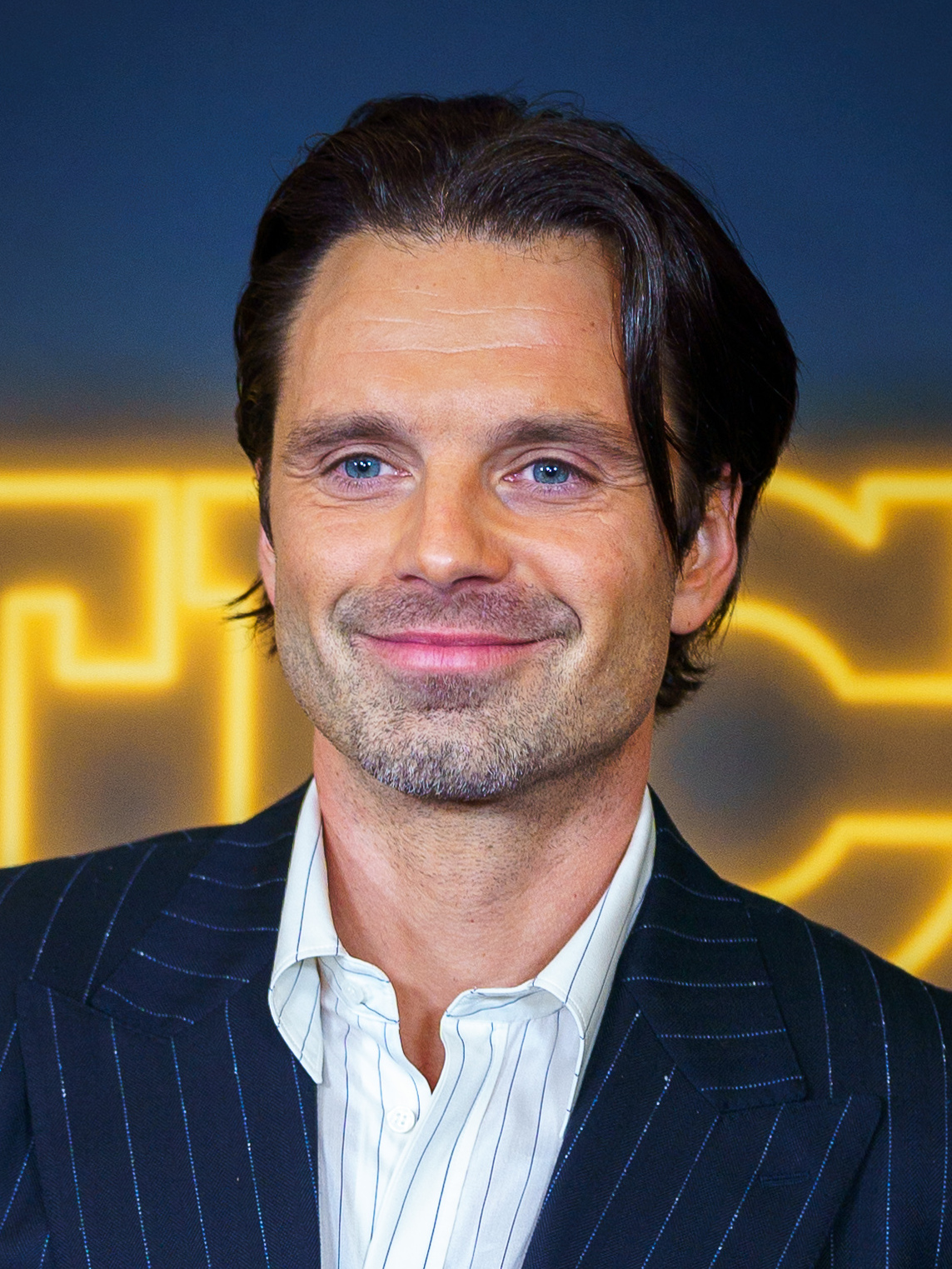
映画部門主演男優賞（ミュージカル/コメディ部門）を受賞したセバスチャン・スタン

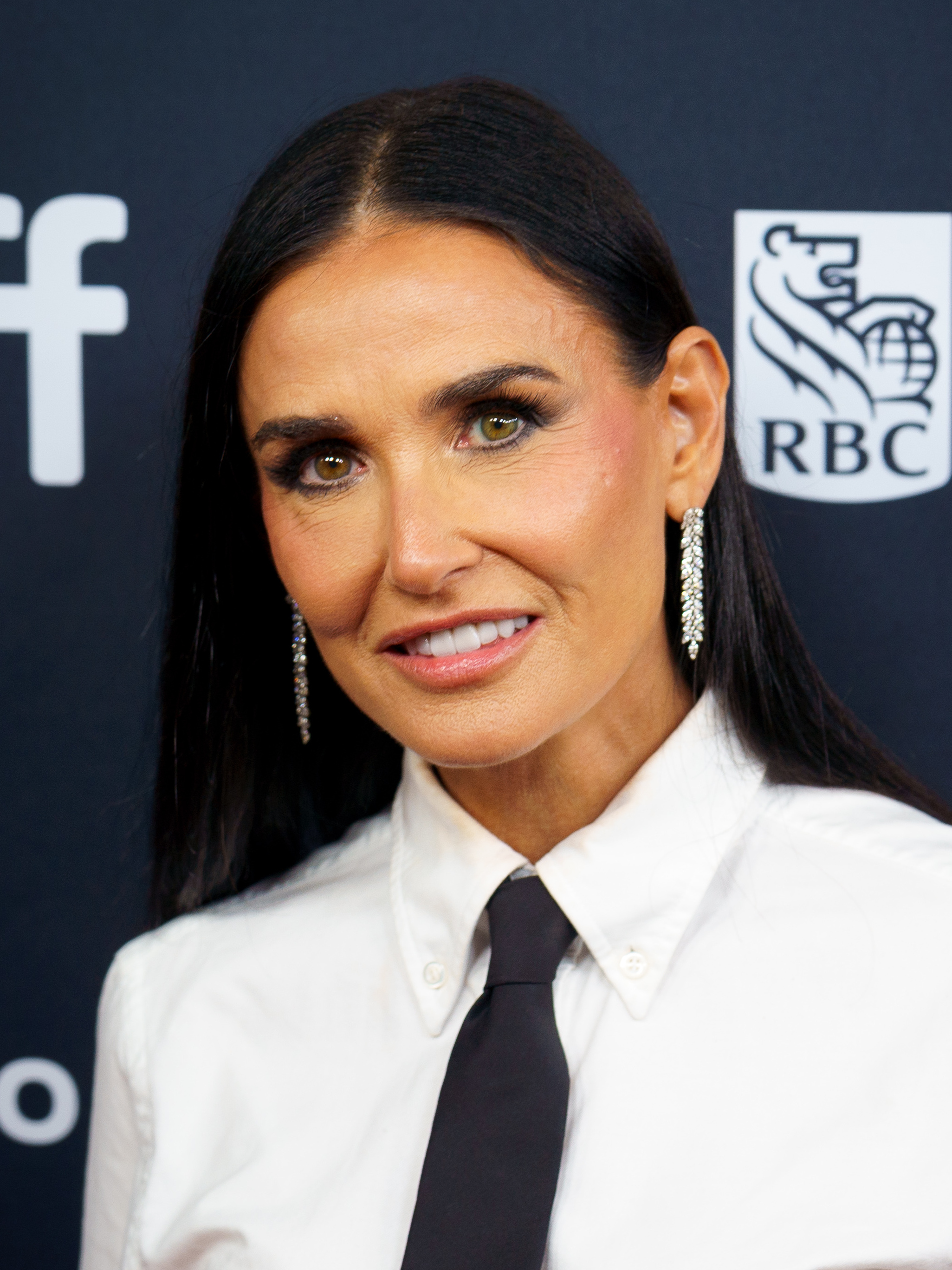
映画部門主演女優賞（ミュージカル/コメディ部門）を受賞したデミ・ムーア

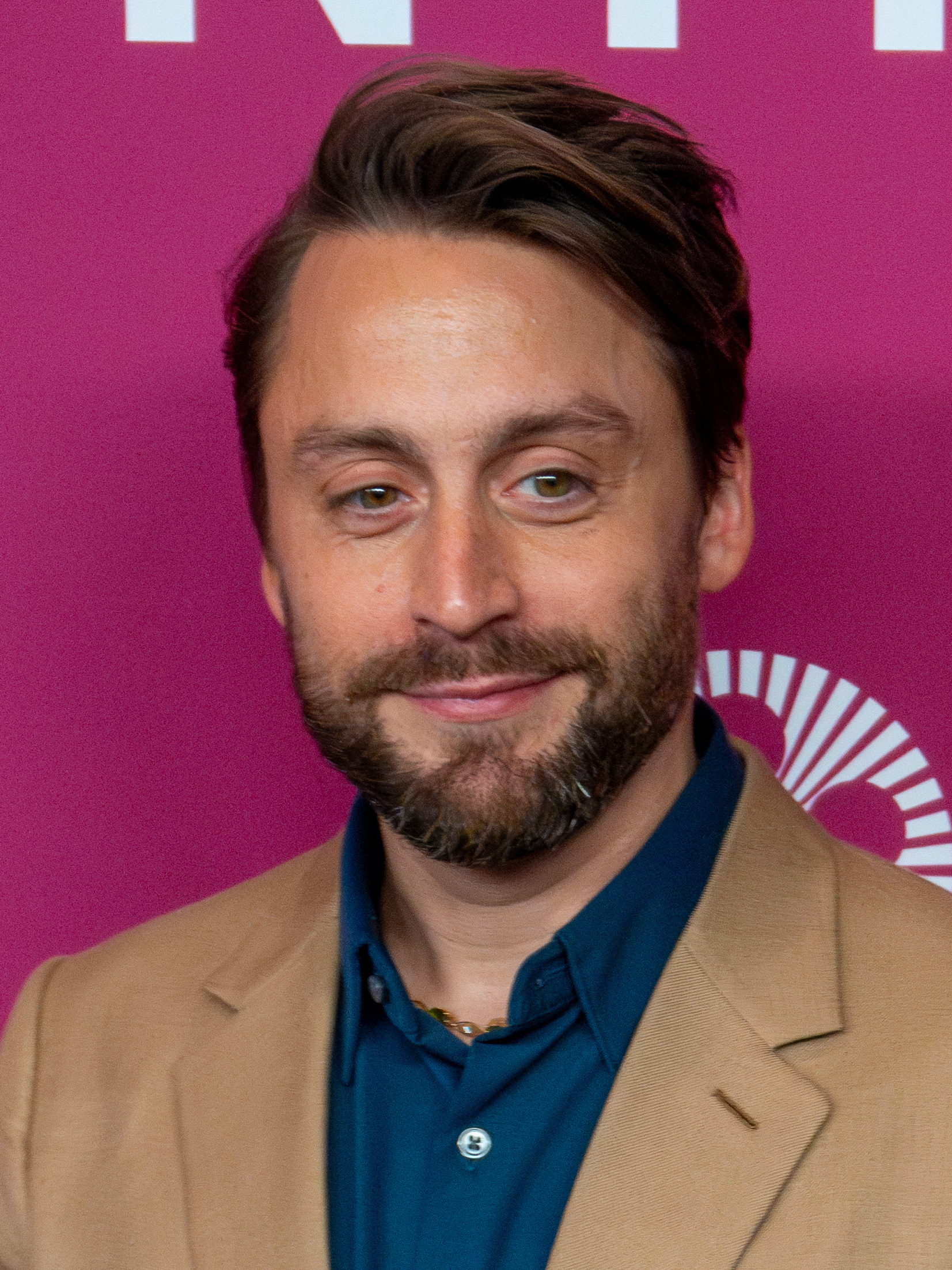
映画部門助演男優賞を受賞したキーラン・カルキン

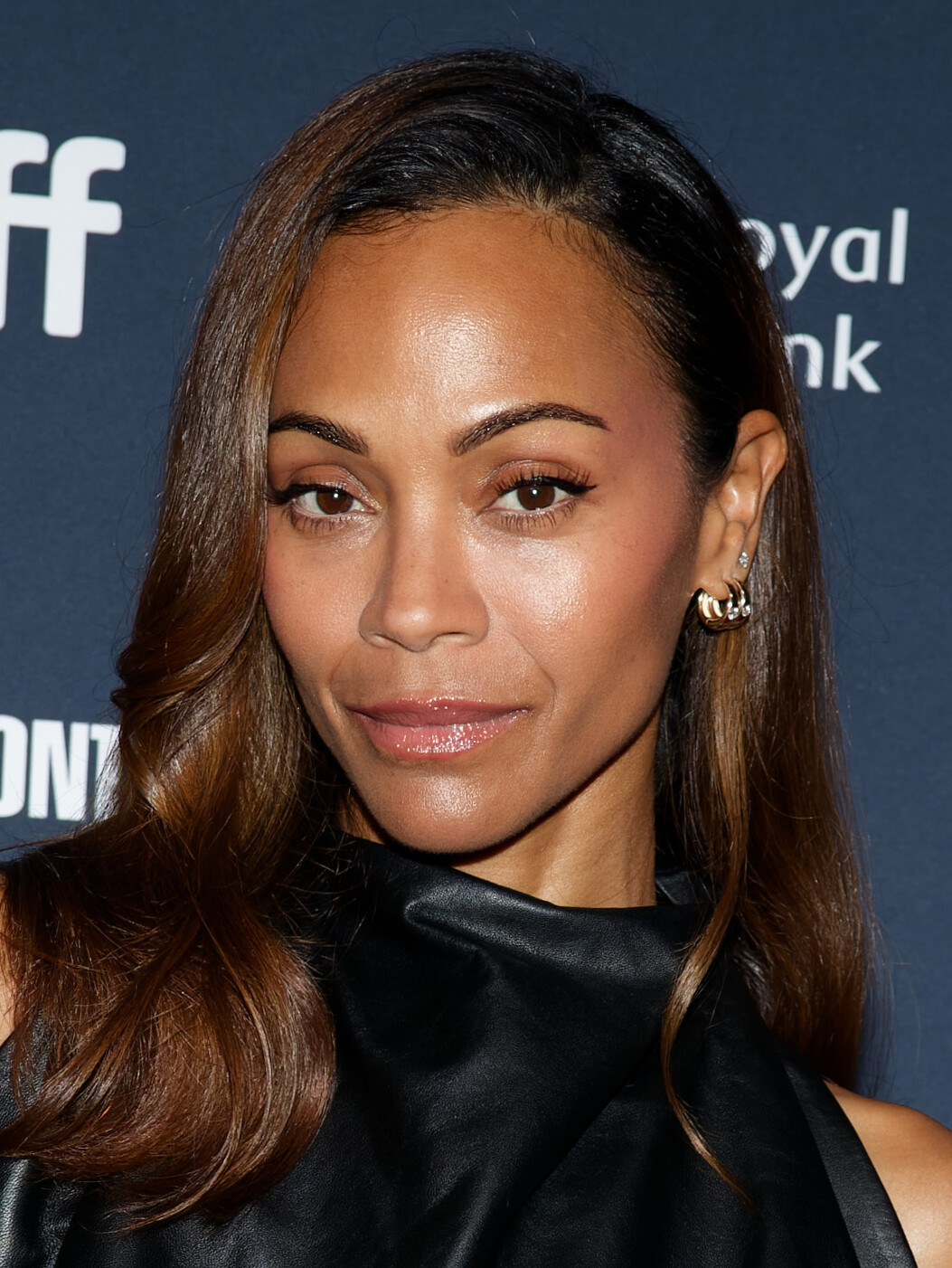
映画部門助演女優賞を受賞したゾーイ・サルダナ

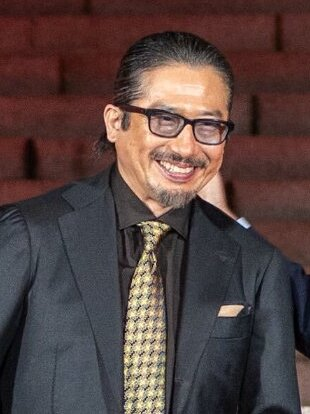
テレビ部門主演男優賞（ドラマ部門）を受賞した真田広之

テレビ部門主演女優賞（ドラマ部門）を受賞したアンナ・サワイ

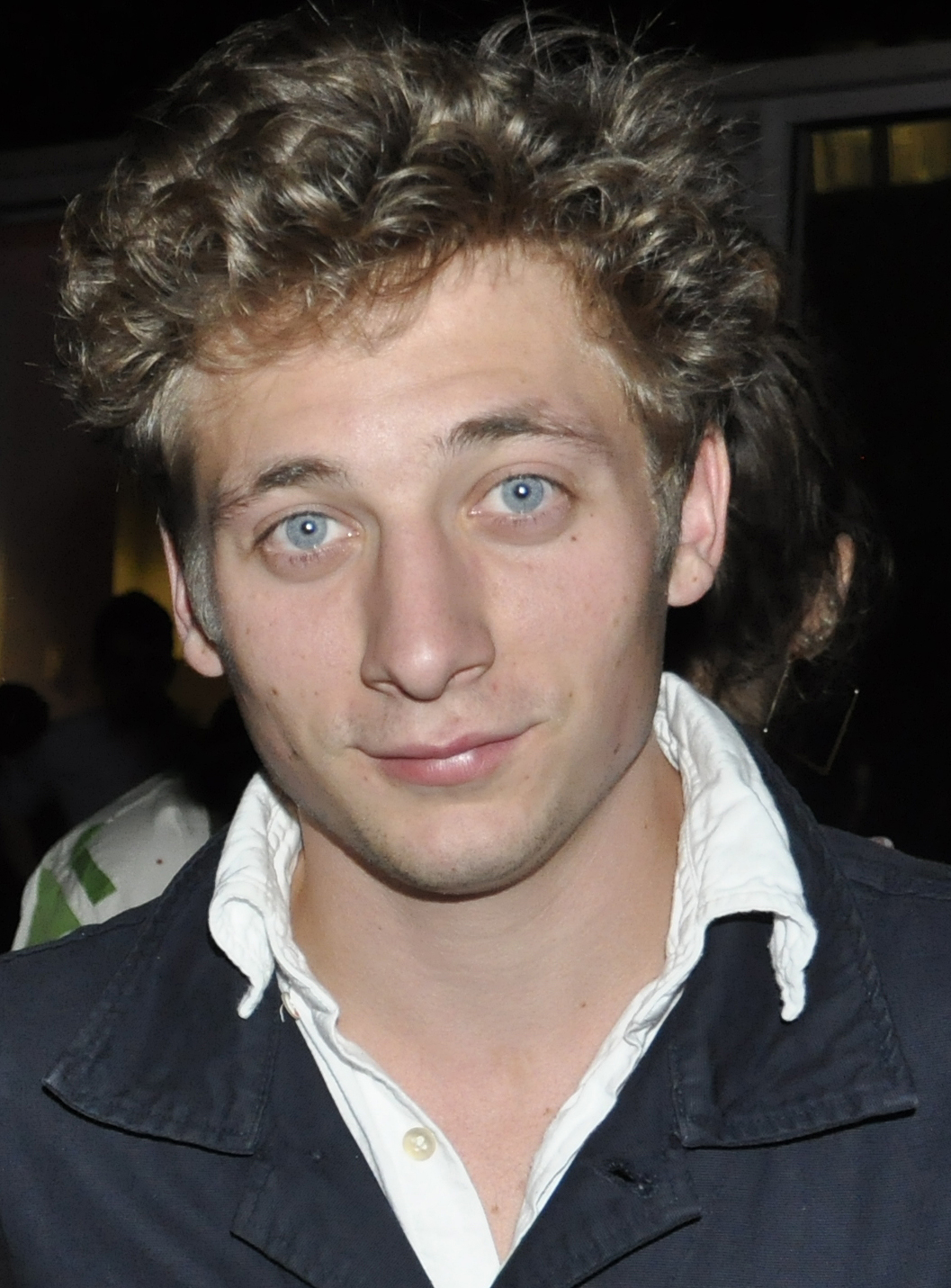
テレビ部門主演男優賞（ミュージカル/コメディ部門）を受賞したジェレミー・アレン・ホワイト

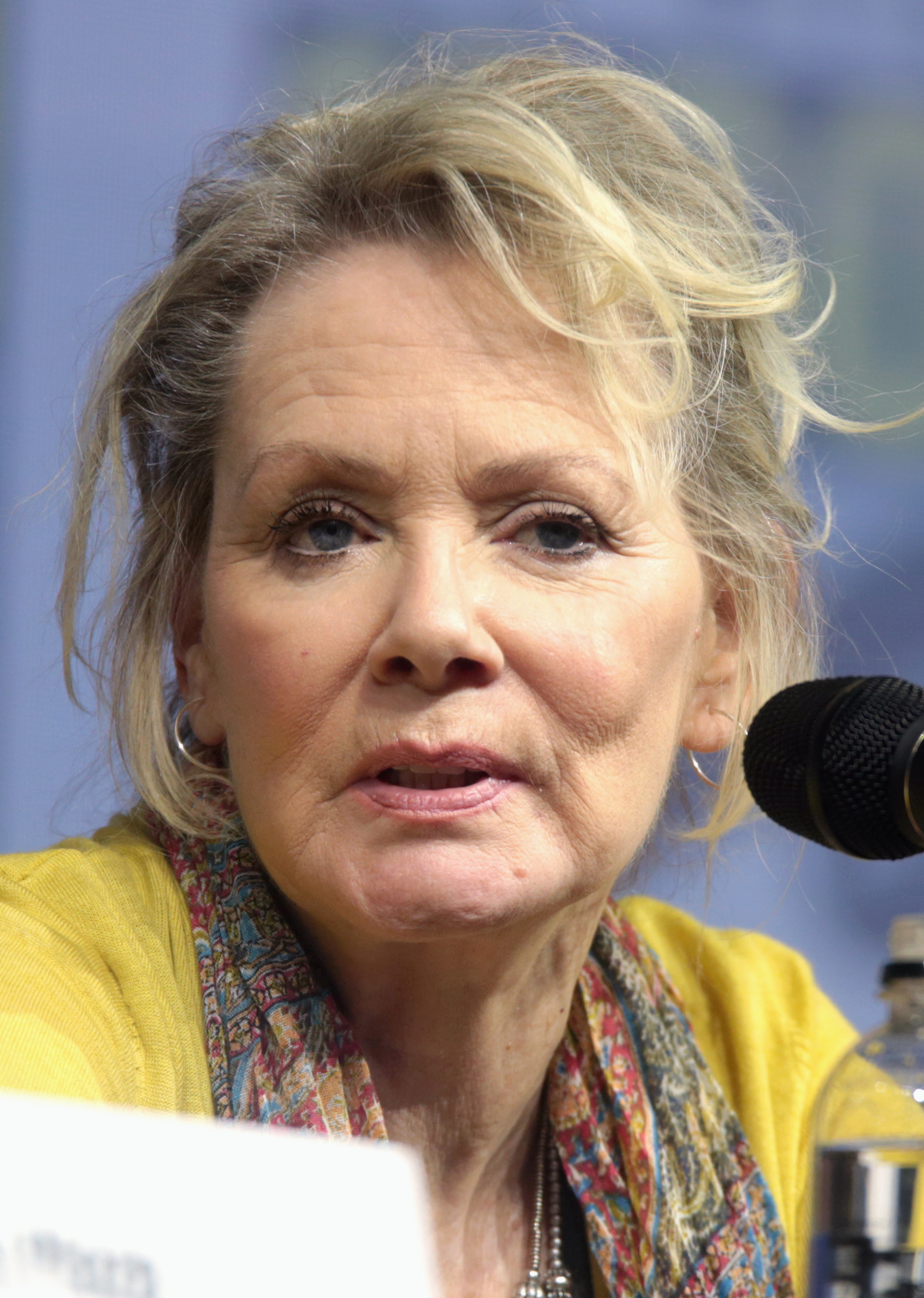
テレビ部門主演女優賞（ミュージカル/コメディ部門）を受賞したジーン・スマート

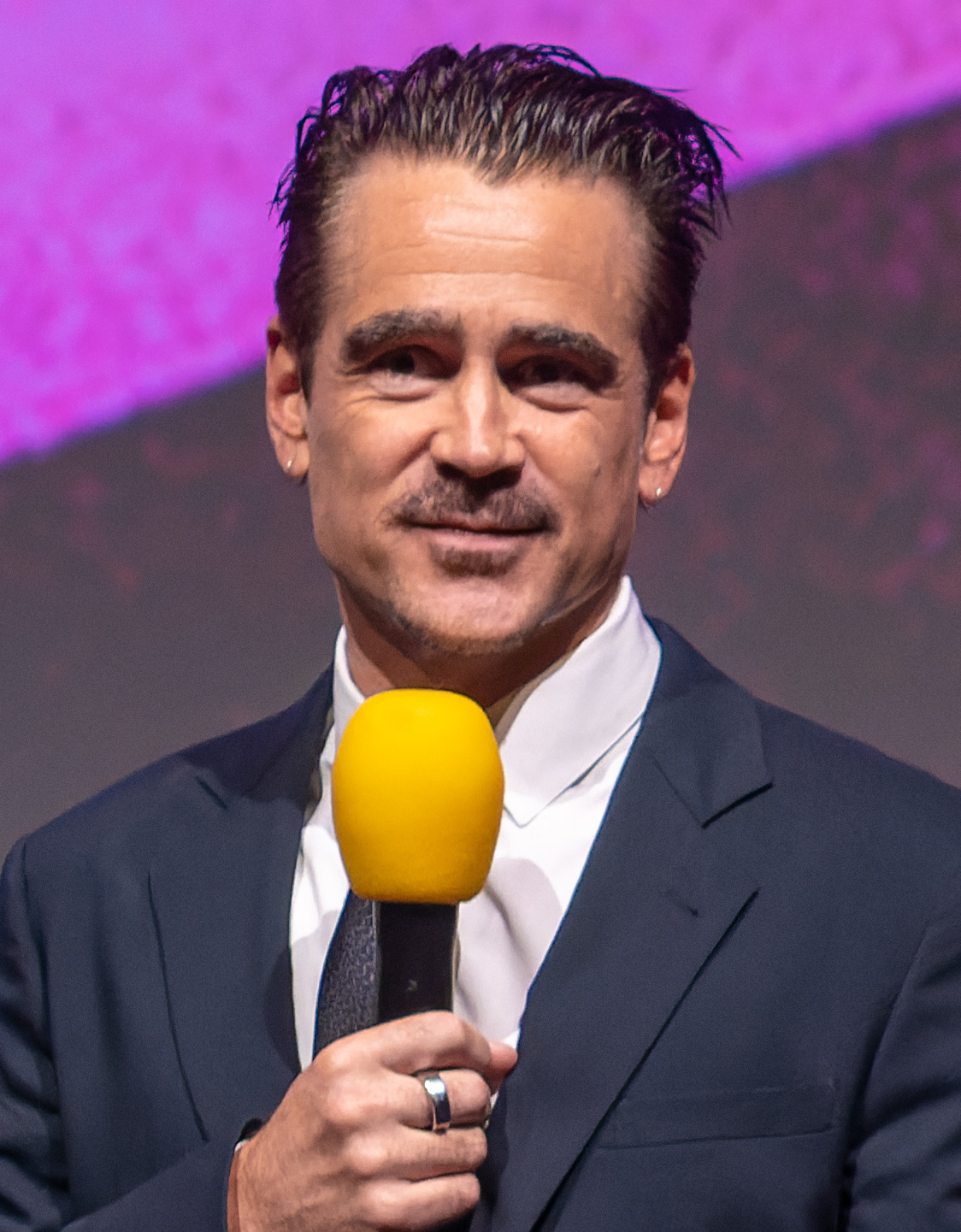
テレビ部門主演男優賞（ミニシリーズ・テレビ映画部門）を受賞したコリン・ファレル

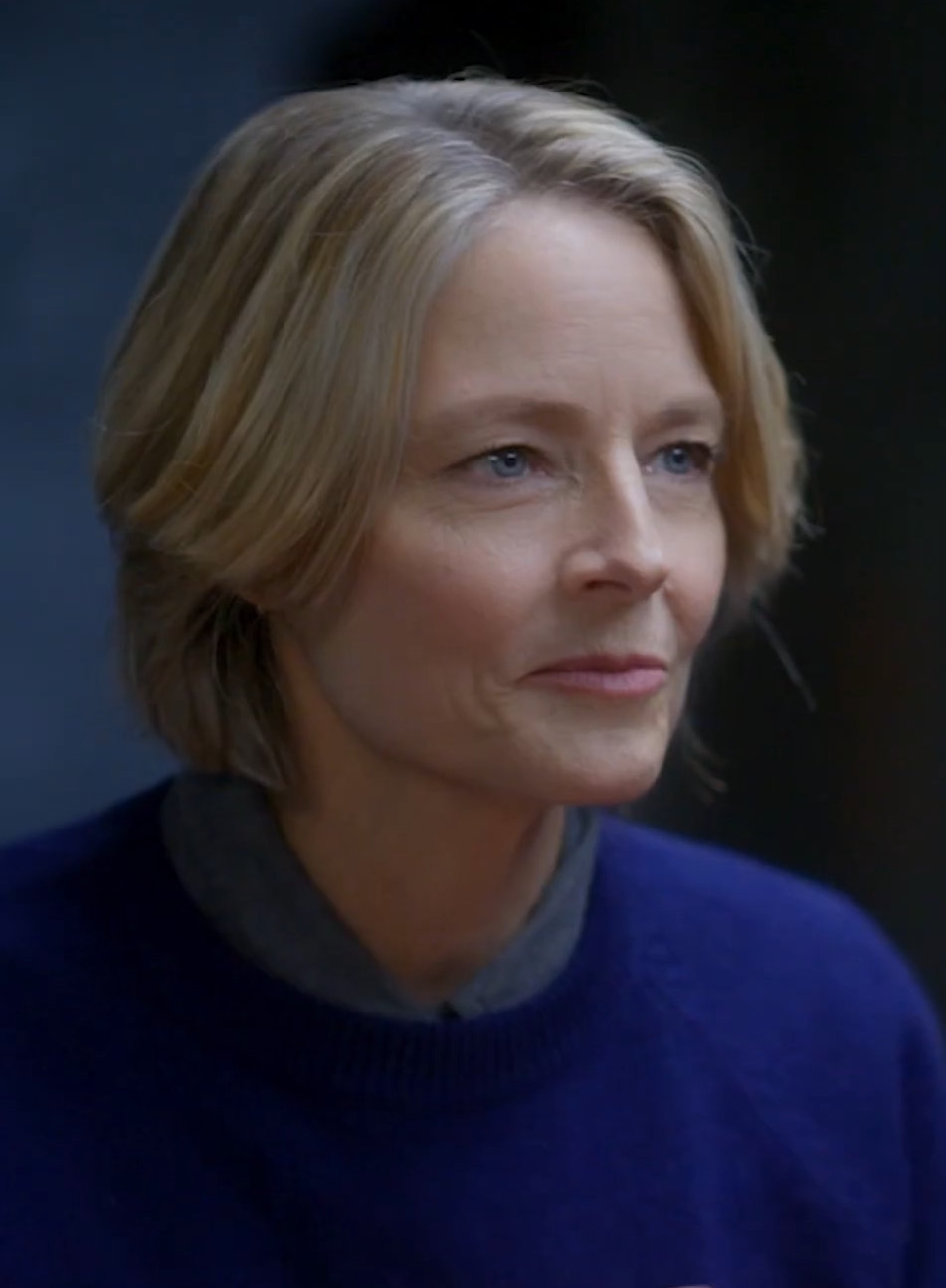
テレビ部門主演女優賞（ミニシリーズ・テレビ映画部門）を受賞したジョディ・フォスター

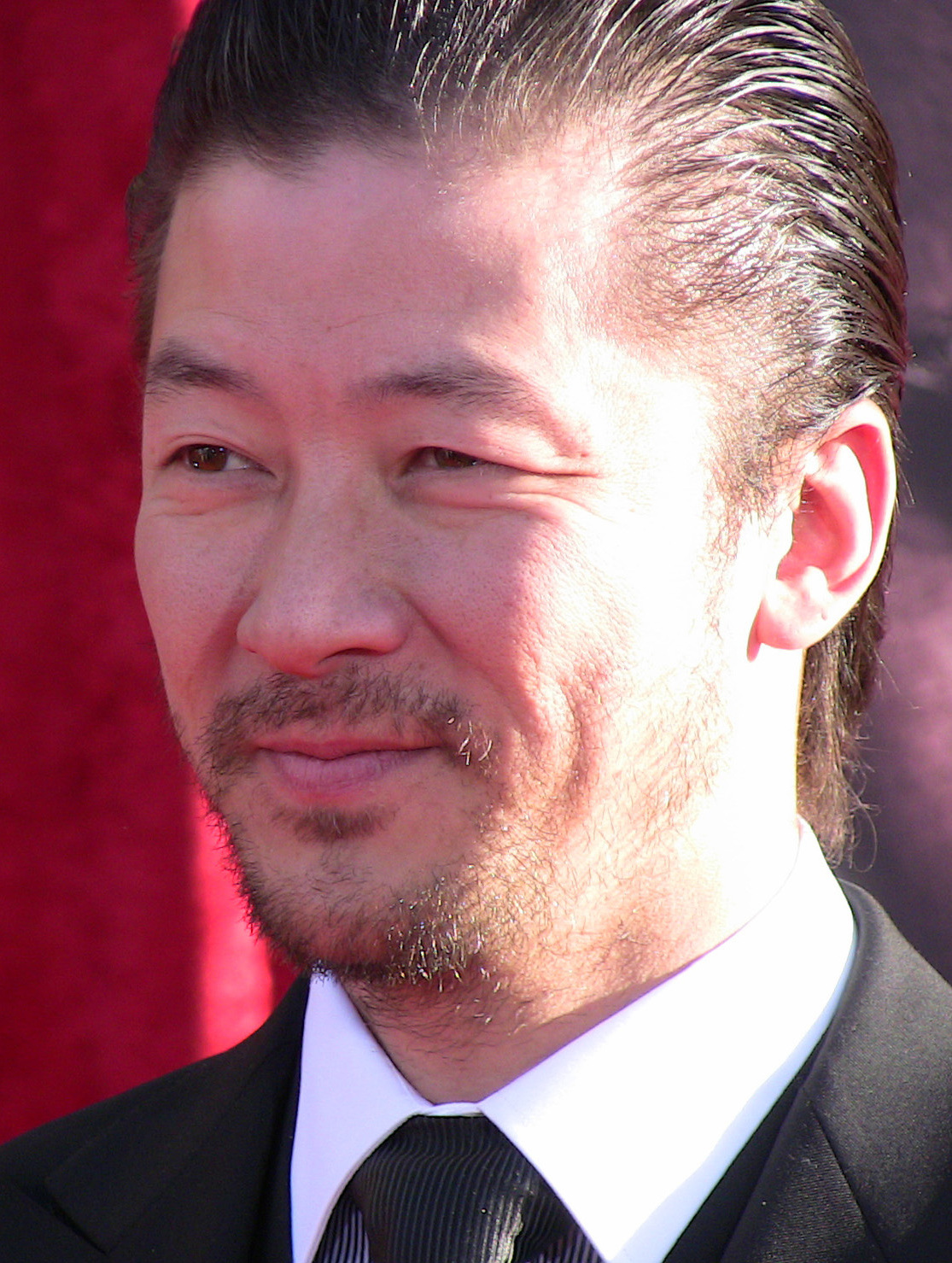
テレビ部門助演男優賞を受賞した浅野忠信

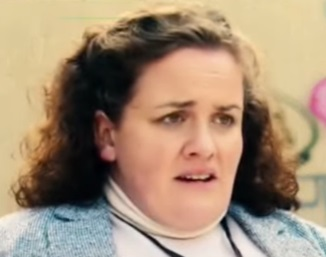
テレビ部門助演女優賞を受賞したジェシカ・ガニング

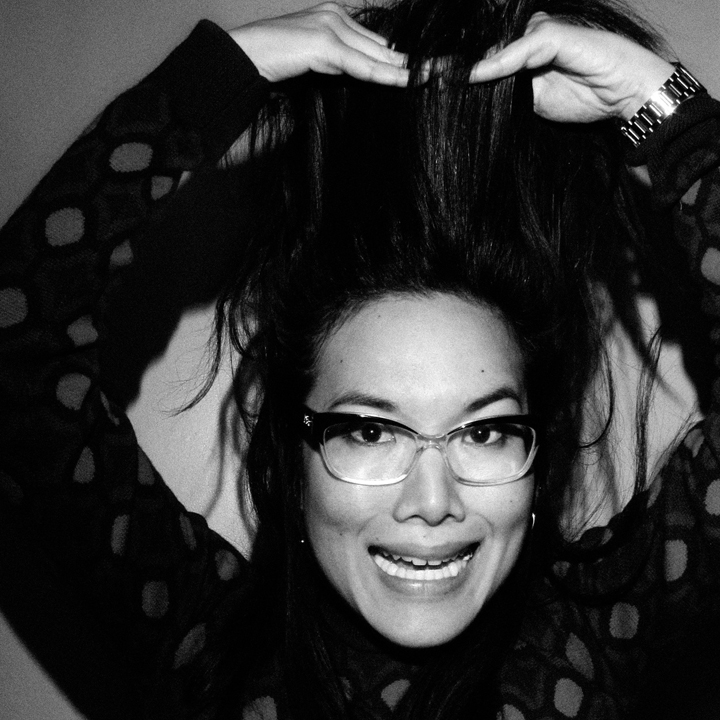
スタンドアップコメディ賞を受賞したアリ・ウォン

ミュージカル/コメディ部門の主演女優賞にノミネートされた『エミリア・ペレス』のカーラ・ソフィア・ガスコンは、映画の演技部門でトランスジェンダーとして初めてノミネートされた。ジャック・オーディアールは、監督賞、脚本賞、主題歌賞で、個人としては最多となる合計3つのノミネーションを獲得した。「エル・マル」の作曲者兼共同作詞のカミーユ とクレマン・デュコルも、オーディアールと並んで最多ノミネートとなった。
Netflixは映画とテレビ合わせて合計36のノミネーションを獲得し、配給会社の中で最多となった。『エミリア・ペレス』は、（一部英語の部分があるものの）初の非英語映画として作品賞 (ミュージカル/コメディ部門)を受賞した。『Flow』は、ラトビア映画として初めてアニメーション映画賞を受賞した。フェルナンダ・トーレスは、演技部門でブラジル人女優として初めてゴールデングローブを受賞し、主演女優賞 (ドラマ部門)を受賞した。トーレスは、1998年の『セントラル・ステーション』で第56回ゴールデングローブ賞の同部門にノミネートされた母フェルナンダ・モンテネグロに言及した。
『エミリア・ペレス』と『SHOGUN 将軍』が、それぞれ映画とテレビ部門で最多受賞作となり、各4つの賞を獲得した。『ブルータリスト』は映画部門で次点となり、3つの賞を受賞した。

### 映画部門
| 作品賞 (ドラマ部門) - 『ブルータリスト』 - 『名もなき者/A COMPLETE UNKNOWN』 - 『教皇選挙』 - 『デューン 砂の惑星PART2』 - 『ニッケル・ボーイズ』 - 『セプテンバー5』 | 作品賞 (ミュージカル・コメディ部門) - 『エミリア・ペレス』 - 『ANORA アノーラ』 - 『チャレンジャーズ』 - 『リアル・ペイン～心の旅～』 - 『サブスタンス』 - 『ウィキッド ふたりの魔女』 |
| アニメ映画賞 - 『Flow』 - 『インサイド・ヘッド2』 - Memoir of a Snail - 『モアナと伝説の海2』 - 『ウォレスとグルミット 仕返しなんてコワくない!』 - 『野生の島のロズ』 | 非英語作品賞 - 『エミリア・ペレス 』( フランス) - 『私たちが光と想うすべて 』( インド) - 『ガール・ウィズ・ニードル』( デンマーク) - 『アイム・スティル・ヒア』 ( ブラジル) - 『聖なるイチジクの種』( ドイツ) - 『ヴェルミリオ』( イタリア) |
| 主演男優賞 (ドラマ部門) - エイドリアン・ブロディ –『ブルータリスト』 ラースロー・トート役 - ティモシー・シャラメ –『名もなき者/A COMPLETE UNKNOWN』- ボブイ・ディラン役 - ダニエル・クレイグ –『クィア／QUEER 』- ウィリアム・リー役 - コールマン・ドミンゴ –『シンシン/SING SING』- ジョン・“ディヴァイン・G”・ウィットフィールド役 - レイフ・ファインズ–『教皇選挙』- トマス・ローレンス枢機卿役 - セバスチャン・スタン –『アプレンティス：ドナルド・トランプの創り方』- ドナルド・トランプ役 | 主演女優賞 (ドラマ部門) - フェルナンダ・トーレス – 『アイム・スティル・ヒア 』- エウニセ・パイヴァ役 - パメラ・アンダーソン – The Last Showgirl - Shelly役 - アンジェリーナ・ジョリー– 『私は、マリア・カラス』- マリア・カラス役 - ティルダ・スウィントン– The Room Next Door - Martha Hunt役 - ケイト・ウィンスレット – 『リー・ミラー 彼女の瞳が映す世界』- リー・ミラー役                                                                             |
| 主演男優賞 (ミュージカル・コメディ部門) - セバスチャン・スタン – 『顔を捨てた男』- Edward Lemuel / Guy Moratz役 - ジェシー・アイゼンバーグ –『リアル・ペイン～心の旅～』- デヴィッド・カプラン役 - ヒュー・グラント – 『異端者の家』-リード役 - ガブリエル・ラベル – 『サタデー・ナイト/NYからライブ!』- ローン・マイケルズ役 - ジェシー・プレモンス –『憐れみの3章』-ロバート、ダニエル、アンドリュー役 - グレン・パウエル – 『ヒットマン』- ゲイリー・ジョンソン役 | 主演女優賞 (ミュージカル・コメディ部門) - デミ・ムーア – 『サブスタンス』-エリザベス・スパークル役 - エイミー・アダムス – Nightbitch- 母親役 - シンシア・エリヴォ – 『ウィキッド ふたりの魔女』- エルファバ・スロップ役 - カーラ・ソフィア・ガスコン – 『エミリア・ペレス』-エミリア・ペレス / マニタス・デル・モンテ役 - マイキー・マディソン – 『ANORA アノーラ』- アノーラ “アニー”・ミケーヴァ役 - ゼンデイヤ – 『チャレンジャーズ』-タシ・ダンカン役 |
| 助演男優賞 - キーラン・カルキン – 『リアル・ペイン～心の旅～』- ベンジー・カプラン役 - ユーリー・ボリソフ –『ANORA アノーラ』- イゴール役 - エドワード・ノートン –『名もなき者/A COMPLETE UNKNOWN 』-ピート・シーガ役 - ガイ・ピアース –『ブルータリスト』- ハリソン・ヴァン・ビューレン役 - ジェレミー・ストロング –『アプレンティス：ドナルド・トランプの創り方』- ロイ・コーン役 - デンゼル・ワシントン –『グラディエーターII 英雄を呼ぶ声』- マクリヌス役 | 助演女優賞 - ゾーイ・サルダナ – 『エミリア・ペレス』- リタ・モラ・カストロ役 - セレーナ・ゴメス – 『エミリア・ペレス』- ジェシカ・デル・モンテ役 - アリアナ・グランデ –『ウィキッド ふたりの魔女』- ガリンダ・アップランド役 - フェリシティ・ジョーンズ – 『ブルータリスト』- エルジェーベト・トート役 - マーガレット・クアリー – 『サブスタンス』- スー役 - イザベラ・ロッセリーニ –『 教皇選挙』- シスター・アグネス役                                  |
| 監督賞 - ブラディ・コーベット – 『ブルータリスト』 - ジャック・オーディアール – 『エミリア・ペレス』 - ショーン・ベイカー –『ANORA アノーラ』 - エドワード・ベルガー –『教皇選挙』 - コラリー・ファルジャ – 『サブスタンス』 - パヤル・カパーリヤー –『私たちが光と想うすべて』 | 脚本賞 - ピーター・ストローハン–『教皇選挙』 - ジャック・オーディアール – 『エミリア・ペレス』 - ショーン・ベイカー – 『ANORA アノーラ』 - ブラディ・コーベット、モナ・ファストヴォールド – 『ブルータリスト』 - ジェシー・アイゼンバーグ –『リアル・ペイン～心の旅～』 - コラリー・ファルジャ – 『サブスタンス』 |
| 作曲賞 - トレント・レズナー 、アティカス・ロス–『チャレンジャーズ』 - フォルカー・ベルテルマン –『教皇選挙』 - ダニエル・ブルームバーグ – 『ブルータリスト』 - クリス・バワーズ –『野生の島のロズ』 - クレマン・デュコル、カミーユ – 『エミリア・ペレス』 - ハンス・ジマー –『デューン 砂の惑星PART2』 | 興行成績賞 - 『ウィキッド ふたりの魔女』 - 『エイリアン：ロムルス』 - 『ビートルジュース ビートルジュース』 - 『デッドプール＆ウルヴァリン』 - 『グラディエーターII 英雄を呼ぶ声』 - 『インサイド・ヘッド2』 - 『ツイスターズ』 - 『野生の島のロズ』 |
| 主題歌賞 - "El Mal" (クレマン・デュコル、カミーユ 、 ジャック・オーディアール) – 『エミリア・ペレス』 - "Beautiful That Way" (アンドリュー・ワイアット、 マイリー・サイラス、リッキ・リー) – The Last Showgirl - "Compress / Repress" (トレント・レズナー 、アティカス・ロス、ルカ・グァダニーノ) –『チャレンジャーズ』 - "Forbidden Road" (ロビー・ウィリアムズ、フレディ・ウェクスラー、サーシャ・スカーベック) –『 BETTER MAN/ベター・マン』 - "Kiss the Sky" (デラシー、ジョーダン・K・ジョンソン、ステファン・ジョンソン、マレン・モリス、マイケル・ポラック、アリ・タンポシ) –『野生の島のロズ』 - "Mi Camino" (クレマン・デュコル、カミーユ) – 『エミリア・ペレス』 | |

#### 名誉賞の受賞
- セシル・B・デミル賞：ヴィオラ・デイヴィス

#### 複数部門ノミネート作品
以下の映画作品が複数のノミネーションを獲得した:
| ノミネーション | 作品                                           | 部門                  | 配給                                           |
| -------------- | ---------------------------------------------- | --------------------- | ---------------------------------------------- |
| 10             | 『エミリア・ペレス』                           | ミュージカル/コメディ | Netflix                                        |
| 7              | 『ブルータリスト』                             | ドラマ                | A24                                            |
| 6              | 『教皇選挙』                                   | ドラマ                | フォーカス・フィーチャーズ                     |
| 5              | 『ANORA アノーラ』                             | ミュージカル/コメディ | ネオン                                         |
| 5              | 『サブスタンス』                               | ミュージカル/コメディ | MUBI                                           |
| 4              | 『チャレンジャーズ』                           | ミュージカル/コメディ | Amazon MGM スタジオ                            |
| 4              | 『リアル・ペイン～心の旅～』                   | ミュージカル/コメディ | サーチライト・ピクチャーズ                     |
| 4              | 『ウィキッド ふたりの魔女』                    | ミュージカル/コメディ | ユニバーサル・ピクチャーズ                     |
| 4              | 『野生の島のロズ』                             | アニメ                | ユニバーサル・ピクチャーズ                     |
| 3              | 『名もなき者/A COMPLETE UNKNOWN』              | ドラマ                | サーチライト・ピクチャーズ                     |
| 2              | 『私たちが光と想うすべて』                     | ドラマ                | ヤヌス・フィルムズ                             |
| 2              | 『アプレンティス：ドナルド・トランプの創り方』 | ドラマ                | Briarcliff Entertainment                       |
| 2              | 『デューン 砂の惑星PART2』                     | ドラマ                | ワーナー・ブラザーズ・ピクチャーズ             |
| 2              | 『グラディエーターII 英雄を呼ぶ声              | ドラマ                | パラマウント・ピクチャーズ                     |
| 2              | 『アイム・スティル・ヒア』                     | ドラマ                | ソニー・ピクチャーズ・クラシックス             |
| 2              | 『インサイド・ヘッド2』                        | アニメ                | ウォルト・ディズニー・モーション・ピクチャーズ |
| 2              | The Last Showgirl                              | ドラマ                | ロードサイド・アトラクションズ                 |

#### 複数部門受賞作品
以下の映画作品が複数の部門を受賞した:
| Wins | Films                | Category              | Distributor |
| ---- | -------------------- | --------------------- | ----------- |
| 4    | 『エミリア・ペレス』 | ミュージカル/コメディ | Netflix     |
| 3    | 『ブルータリスト』   | ドラマ                | A24         |

### テレビ部門
| 作品賞 (ドラマ部門) - 『SHOGUN 将軍』 (FX / Hulu) - 『ジャッカルの日』(Peacock / Sky Atlantic) - 『ザ・ディプロマット』 (Netflix) - 『Mr.&Mrs. スミス』 (Prime Video) - 『窓際のスパイ』 (Apple TV+) - 『イカゲーム』 (Netflix) | 作品賞 (ミュージカル・コメディ部門） - Hacks (Max) - 『アボット エレメンタリー』 (ABC) - 『一流シェフのファミリーレストラン』 (FX / Hulu) - 『ジェントルメン』 (Netflix) - 『こんなのみんなイヤ!』 (Netflix) - 『マーダーズ・イン・ビルディング』 (Hulu) |
| 作品賞 (ミニシリーズ・テレビ映画部門) - 『私のトナカイちゃん』 (Netflix) - 『ディスクレーマー 夏の沈黙』 (Apple TV+) - 『ダーマー モンスター：ジェフリー・ダーマーの物語』 (Netflix) - 『THE PENGUIN-ザ・ペンギン-』 (HBO / Max) - 『リプリー』 (Netflix) - 『トゥルー・ディテクティブ ナイト・カントリー』 (HBO / Max) | スタンドアップコメディ賞 - アリ・ウォン – Ali Wong: Single Lady (Netflix) - ジェイミー・フォックス – Jamie Foxx: What Had Happened Was... (Netflix) - ニッキー・グレイザー – Nikki Glaser: Someday You'll Die (HBO / Max) - セス・マイヤーズ – Seth Meyers: Dad Man Walking (HBO / Max) - アダム・サンドラー – Adam Sandler: Love You (Netflix) - ラミー・ユセフ – Ramy Youssef: More Feelings (HBO / Max)                                                                  |
| 主演男優賞 (ドラマ部門) - 真田広之 – 『SHOGUN 将軍』 (FX / Hulu) - ドナルド・グローヴァー – 『Mr.&Mrs. スミス』 (Prime Video) - ジェイク・ジレンホール – 『推定無罪』 (Apple TV+) - ゲイリー・オールドマン – 『窓際のスパイ』 (Apple TV+ - エディ・レッドメイン – 『ジャッカルの日』 (Peacock / Sky Atlantic) - ビリー・ボブ・ソーントン – 『ランドマン』 (Paramount+)                                                                                    | 主演女優賞 (ドラマ部門) - アンナ・サワイ – 『SHOGUN 将軍』 (FX / Hulu) - キャシー・ベイツ – 『マトロック』 (CBS) - エマ・ダーシー – 『ハウス・オブ・ザ・ドラゴン』 (HBO / Max) a - マヤ・アースキン – 『Mr.&Mrs. スミス』 (Prime Video) - キーラ・ナイトレイ – 『ブラック・ダヴ』 (Netflix) - ケリー・ラッセル – 『ザ・ディプロマット』 (Netflix) |
| 主演男優賞 (ミュージカル・コメディ部門) - ジェレミー・アレン・ホワイト – 『一流シェフのファミリーレストラン』 (FX / Hulu) - アダム・ブロディ – 『こんなのみんなイヤ!』 (Netflix) - テッド・ダンソン – 『グランパは新米スパイ』 (Netflix) - スティーヴ・マーティン – 『マーダーズ・イン・ビルディング』 (Hulu) - ジェイソン・シーゲル – 『シュリンキング:悩めるセラピスト』 (Apple TV+) - マーティン・ショート – 『マーダーズ・イン・ビルディング』 (Hulu) | 主演女優賞 (ミュージカル・コメディ部門) - ジーン・スマート – Hacks (Max) - クリスティン・ベル – 『こんなのみんなイヤ!』 (Netflix) - キンタ・ブランソン – 『アボット エレメンタリー』 (ABC) - アヨ・エデビリ – 『一流シェフのファミリーレストラン』 (FX / Hulu) - セレーナ・ゴメス – 『マーダーズ・イン・ビルディング』 (Hulu) - キャスリン・ハーン – 『アガサ・オール・アロング』 (Disney+)                                                                                 |
| 主演男優賞 (ミニシリーズ・テレビ映画部門) - コリン・ファレル – 『THE PENGUIN-ザ・ペンギン-』 (HBO / Max) - リチャード・ガッド – 『私のトナカイちゃん』 (Netflix) - ケヴィン・クライン – 『ディスクレーマー 夏の沈黙』 (Apple TV+) - クーパー・コック – 『ダーマー モンスター：ジェフリー・ダーマーの物語』 (Netflix) - ユアン・マクレガー – 『モスクワの伯爵』 (Paramount+) - アンドリュー・スコット – 『リプリー』 (Netflix)                             | 主演女優賞 (ミニシリーズ・テレビ映画部門) - ジョディ・フォスター – 『トゥルー・ディテクティブ ナイト・カントリー』 (HBO / Max) - ケイト・ブランシェット – 『ディスクレーマー 夏の沈黙』 (Apple TV+) - クリスティン・ミリオティ – 『THE PENGUIN-ザ・ペンギン-』 (HBO / Max) - ソフィア・ヴェルガラ – 『グリセルダ』 (Netflix) as Griselda Blanco - ナオミ・ワッツ – 『フュード／確執 カポーティ vs スワンたち』(FX / Hulu) - ケイト・ウィンスレット – The Regime (HBO / Max) |
| 助演男優賞 - 浅野忠信 – 『SHOGUN 将軍』 (FX / Hulu) - ハヴィエル・バルデム – 『ダーマー モンスター：ジェフリー・ダーマーの物語』 (Netflix) - ハリソン・フォード – 『シュリンキング:悩めるセラピスト』 (Apple TV+) - ジャック・ロウデン – 『窓際のスパイ』 (Apple TV+) - ディエゴ・ルナ –La Máquina (Disney+) - Ebon Moss-Bachrach – 『一流シェフのファミリーレストラン』 (FX / Hulu)                                                                      | 助演女優賞 - ジェシカ・ガニング – 『私のトナカイちゃん』 (Netflix) - ライザ・コロン＝ザヤス – 『一流シェフのファミリーレストラン』 (FX / Hulu) - ハンナ・エインビンデル – Hacks (Max) - ダコタ・ファニング – 『リプリー』 (Netflix) - アリソン・ジャネイ – 『ザ・ディプロマット』 (Netflix) - カーリー・レイス– 『トゥルー・ディテクティブ ナイト・カントリー』 ( (HBO / Max)                                                                                               |

#### 名誉賞受賞
- キャロル・バーネット賞：テッド・ダンソン

#### 複数部門ノミネート作品
以下のテレビ作品が複数のノミネーションを獲得した:
| ノミネーション数 | 作品                                                | 部門                     | 配給                   |
| ---------------- | --------------------------------------------------- | ------------------------ | ---------------------- |
| 5                | 『一流シェフのファミリーレストラン』                | ミュージカル/コメディ    | FX / Hulu              |
| 4                | 『マーダーズ・イン・ビルディング』                  | ミュージカル/コメディ    | Hulu                   |
| 4                | 『SHOGUN 将軍』                                     | ドラマ                   | FX / Hulu              |
| 3                | 『私のトナカイちゃん』                              | ミニシリーズ・テレビ映画 | Netflix                |
| 3                | 『ザ・ディプロマット』                              | ドラマ                   | Netflix                |
| 3                | 『ディスクレーマー 夏の沈黙』                       | ミニシリーズ・テレビ映画 | Apple TV+              |
| 3                | Hacks                                               | ミュージカル/コメディ    | Max                    |
| 3                | 『ダーマー モンスター：ジェフリー・ダーマーの物語』 | ミニシリーズ・テレビ映画 | Netflix                |
| 3                | 『Mr.&Mrs. スミス』                                 | ドラマ                   | Prime Video            |
| 3                | 『こんなのみんなイヤ!』                             | ミュージカル/コメディ    | Netflix                |
| 3                | 『THE PENGUIN-ザ・ペンギン-』                       | ミニシリーズ・テレビ映画 | HBO / Max              |
| 3                | 『リプリー』                                        | ミニシリーズ・テレビ映画 | Netflix                |
| 3                | 『窓際のスパイ』                                    | ドラマ                   | Apple TV+              |
| 3                | 『トゥルー・ディテクティブ ナイト・カントリー』     | ミニシリーズ・テレビ映画 | HBO / Max              |
| 2                | 『アボット エレメンタリー』                         | ミュージカル/コメディ    | ABC                    |
| 2                | 『ジャッカルの日』                                  | ドラマ                   | Peacock / Sky Atlantic |
| 2                | 『シュリンキング:悩めるセラピスト』                 | ミュージカル/コメディ    | Apple TV+              |

#### 複数部門受賞作品
以下のテレビ作品が複数の部門を受賞した:
| Wins | Series                 | Category                 | Distributor(s) |
| ---- | ---------------------- | ------------------------ | -------------- |
| 4    | 『SHOGUN 将軍』        | ドラマ                   | FX / Hulu      |
| 2    | 『私のトナカイちゃん』 | ミニシリーズ・テレビ映画 | Netflix        |
| 2    | Hacks                  | ミュージカル/コメディ    | Max            |